# Echiichthys
Echiichthys is een monotypisch geslacht van straalvinnige vissen uit de familie van pietermannen (Trachinidae). Het geslacht is voor het eerst wetenschappelijk beschreven in 1861 door Bleeker.

## Soort
- Echiichthys vipera (Cuvier, 1829) – Kleine pieterman